# Grand Theft Auto: Liberty City Stories
Grand Theft Auto: Liberty City Stories (kurz GTA LCS) ist das siebte Spiel der Grand-Theft-Auto-Reihe und spielt drei Jahre vor den Ereignissen von GTA III. Es erschien Ende Oktober 2005 in den USA und Anfang Dezember 2005 in Deutschland für Sonys PlayStation Portable. Eine Portierung für die PlayStation 2 wurde am 23. Juni 2006 in Deutschland (6. Juni in den USA) veröffentlicht. Der offizielle Name wurde auf der Electronic Entertainment Expo im Mai 2005 enthüllt. Entwickelt wurde dieser Titel von Rockstar Leeds unter Aufsicht von Rockstar North. Das Spiel wurde weltweit mehr als drei Millionen Mal verkauft. Das Spiel wurde im Dezember 2007 in der EU-Version für PlayStation 2 von der Bundesprüfstelle für jugendgefährdende Medien indiziert, im September 2015 von diesem jedoch wieder gestrichen.

## Handlung
In Liberty City Stories steuert der Spieler den Kleinkriminellen Toni Cipriani (bereits bekannt als Auftraggeber in GTA III), der für eine lange Zeit untertauchen musste, nachdem er einen feindlichen Mafiaboss kaltblütig ermordet hatte. Nun, im Jahre 1998, ist er zurück in der fiktiven Metropole Liberty City (angelehnt an New York City), um einige offene Rechnungen zu begleichen und sich in seiner „Familie“ (die Leones) wieder hochzuarbeiten, deren Ziel es ist, Großmacht von Liberty City zu werden. Um dies zu erreichen, führt Toni unter anderem Aufträge von Salvatore Leone, „Don“ der Leones, durch und muss dafür die gegnerischen „Familien“ bekämpfen. Leider haben diese Missionen zunächst nicht die gewünschte Wirkung.
Der Bürgermeister von Liberty City, der von einer gegnerischen Mafiafamilie bezahlt wird, reagiert auf die Missionen in Portland (der ersten Insel in Liberty City) mit öffentlichem Druck und verstärkt die Ermittlungen durch die Polizei. Salvatore Leone taucht in Staunton Island (der zweiten Insel) unter und versucht nun mit Tonis Hilfe einen eigenen Kandidaten für das Bürgermeisteramt in dessen Wahlkampf zu unterstützen. Doch gerade die Verbindung zu Toni wird dem Bewerber zum Verhängnis und dieser verliert die Wahlen. Salvatore Leone wird nun verhaftet und in Untersuchungshaft in Shoreside Vale (der dritten Insel) gesteckt. Im Gefängnis gibt er Toni den Auftrag zur Ermordung zweier Mafiabosse. Zusätzlich gelingt es den beiden, den neuen Bürgermeister aus den Händen des dritten Mafiabosses zu befreien und Letzteren zu töten. Salvatore Leone hofft, dass der Bürgermeister die Ermittlungen zu seinen Gunsten beeinflussen wird, da der Bürgermeister nun in seiner Schuld steht.
Einen interessanten Nebenhandlungsstrang bildet die Beziehung zwischen der Hauptfigur und seiner Mutter, die nicht gerade stolz auf ihren Sohn ist – nicht weil er kriminell ist, sondern weil er kein bedeutender Verbrecher ist.

## Spielprinzip

### Allgemein
Hauptsächlich besteht das Spiel aus einer Kombination aus Schieß- und Fahrsequenzen. Die Aufgaben für den Spieler lassen sich in drei Kategorien aufteilen: Hauptmissionen, Nebenmissionen und freies Spielen.
Sowohl in den Missionen als auch außerhalb der Missionen reagiert die Polizei auf kriminelle Taten des Spielers. Je mehr Verbrechen der Spieler begeht, desto mehr Polizisten und andere Einheiten nehmen die Verfolgung des Spielers auf.
Die Hauptmissionen bilden die Handlung des Spiels und haben daher eine zeitliche Reihenfolge. Hierzu muss der Spieler verschiedene Auftraggeber in der Spielwelt aufsuchen. In der folgenden kurzen Zwischensequenz wird die Handlung fortgeführt und das zu lösende Problem geschildert. Der Spieler muss anschließend mit Waffen und/oder Fahrzeugen, die er in der Spielwelt findet oder bereits gefunden hat, die Mission lösen.
Die Hauptmissionen sind im Vergleich zu den drei Vorgängern einfacher gestaltet, da das Spiel zuerst nur für die PlayStation Portable erschienen ist und daher auch „zwischendurch“ spielbar sein musste. Dies macht sich in der Länge der Missionen und in der Einfachheit, mit der gegnerische Fahrzeuge oder Personen eliminiert werden können, bemerkbar.
Die Spielfigur selbst kann, obwohl das Spiel nach Grand Theft Auto: San Andreas erschienen ist, nicht klettern oder schwimmen. Auch das Bewegen der Spielfigur während des manuellen Schießens ist wie in Grand Theft Auto III nicht möglich. Das Aussehen der Spielfigur kann nur durch festgelegte Kleidungskombinationen verändert werden, die in den Verstecken verfügbar sind.
Es gibt nicht die Möglichkeit Immobilien zu kaufen, wie in den beiden Vorgängern, um hier den Spielstand zu speichern. Das Spielprinzip orientiert sich daher an Grand Theft Auto III.

### Nebenmissionen
Nebenmission sind nicht Teil der Handlung und können daher jederzeit durchgeführt werden. In Sammelmissionen müssen in der Spielwelt versteckte Objekte gesucht werden. Monsterstunts erfordern die Durchführung von weiten Sprüngen mit Fahrzeugen. Beide Missionsarten müssen nicht vollständig erledigt werden und können daher unterbrochen und später fortgesetzt werden. Andere Missionen dagegen wie die Feuerwehr-, Polizei- oder Krankenwagen-Missionen können nicht unterbrochen werden. Es müssen dabei eine bestimmte Anzahl von gleichen Aufgaben, wie z. B. das Löschen von Bränden oder das Töten von Verbrechern, durchgeführt werden.
Zusätzlich zu den üblichen Nebenmissionen kann der Spieler als Auto- und Motorradverkäufer arbeiten. Sogenannte Rampages / Amokläufe sind, mit Ausnahme der Missionen, in denen der Spieler Passanten töten muss, auch in der deutschen Fassung möglich.

### Sonstiges
Das Spiel folgt dem Open-World-Prinzip, und daher ist der Spieler nicht gezwungen sich den Missionen zuzuwenden. Die Spielwelt bietet diverse Beschäftigungsmöglichkeiten. Beispielsweise kann der Spieler absichtlich Verbrechen begehen, um eine Verfolgung durch die Polizei zu erreichen oder einfach nur die Spielwelt erkunden.

### Spielwelt
Liberty City ist hierbei dieselbe Stadt wie aus GTA III. Da die Handlung vor GTA III spielt, gibt es einige kleinere und größere Änderungen, wie z. B. die Verbindungsbrücken zwischen den einzelnen Inseln, die zu diesem Zeitpunkt noch nicht fertiggestellt sind. Analog zu GTA III und den anderen GTA-Spielen ist die Spielwelt zuerst nicht komplett freigeschaltet. Dies geschieht erst im Laufe des Spiels.
Bei den Fahrzeugen kann der Spieler, im Gegensatz zu GTA III, Motorräder selbst benutzen, aber keine Flugzeuge oder Hubschrauber.

## Musik
Auch diese Fortsetzung der GTA-Serie enthält einen Soundtrack, der in realitätsnaher Form von mehreren Radiosendern im Spiel wiedergegeben wird, wovon die meisten bereits aus GTA III bekannt sind:
- Lips 106 (Pop-Musik-Sender; alle Bands sind fiktionale Kreationen von Rockstar North)
- Head Radio (Schärfster Konkurrent von Lips 106 („…screw you Lips 106…“), spielt auch Pop-Musik; so gut wie alle Bands sind ebenfalls fiktive Kreationen von Rockstar North)
- Rise FM (Dieser Sender beschäftigt sich speziell mit House und Techno-Musik)
- The Liberty Jam (Ein Sender, der Hip-Hop und Rap spielt)
- Flashback FM (Alle Lieder hier sind von Giorgio Moroder. Moderiert von Reni Wassulmaier, welcher in GTA: Vice City Stories eine relevante Rolle in der Story spielt)
- MSX 98 (Die Station für Drum and Bass in Liberty City)
- Radio del Mundo (Indische und arabische Volksmusik)
- K-Jah (Schon bekannt aus GTA III und San Andreas: Sender für Reggae)
- Double Clef FM (Dieser Radiosender spielt klassische italienische Oper)
- LCFR (Ein Talksender mit interessantem, zynischem und lustigem Programm. Auch Lazlow hat mit Chatterbox seine Rückkehr)

Für Liberty City Stories wurden nicht so viele Musikstücke lizenziert wie zum Beispiel für GTA: San Andreas. Die Musik soll, wie schon in GTA III, eher einen abrundenden Nebeneffekt darstellen, wobei das Feature, eigene Musik ins Spiel zu integrieren, primärer ist.

## Rezeption
Auf der PlayStation Portable werde das Aussehen, Spielgefühl, die Atmosphäre von GTA 3 perfekt eingefangen. Im Gegensatz zu vorherigen Handheldportierungen wie GTA Advance mache es kaum Abstriche. Das Spiel wirke wie ein Add-On zu GTA 3 und trete spielerisch auf der Stelle. Ein Mehrspielermodus fehle in der PlayStation 2 Fassung und die Grafik sei teils auf dem Niveau von Sonys Handheld geblieben. Die Missionen hingegen seien geschickt designt. An den Vorgänger könne es nicht heranreichen.